# Henry Dwnn († 1416)

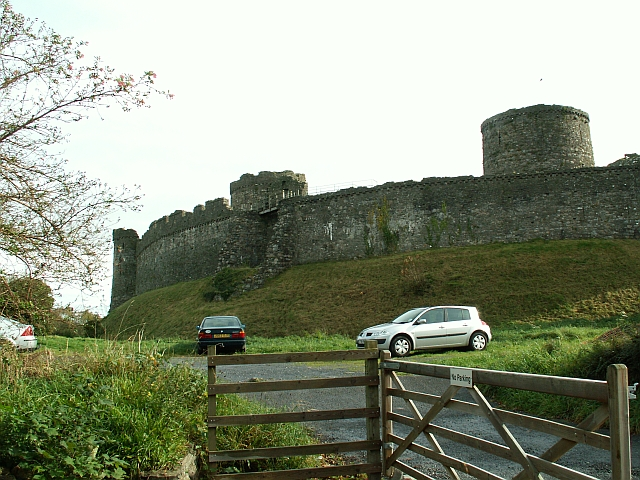
Kidwelly Castle, das 1403 vergeblich von Henry Dwnn belagert wurde

Henry Dwnn (auch Henry Don; Henry Dunn) (* um 1340; † November 1416) war ein walisischer Adliger, Militär und Rebell. 

## Herkunft
Dwnn gehörte zu der alten walisischen Familie Dwnn, die im 14. Jahrhundert zu den mächtigsten und wohlhabendsten walisischen Familien der Gentry in Südwestwales gehörten. Dwnns Vater Gruffudd Dwnn hatte bereits in den 1340er Jahren walisische Truppen für den Earl of Lancaster, der auch Lord von Kidwelly war, befehligt. 

## Gefolgsmann der Dukes of Lancaster
Dwnn selbst diente 1369 während des Hundertjährigen Kriegs unter John of Gaunt in der Picardie und in der Normandie. Von 1388 bis 1389 war Dwnn Steward von Kidwelly, dem Mittelpunkt der Besitzungen des Duchy of Lancaster in Südwestwales. Er galt als rücksichtsloser Verwalter und Grundbesitzer, der seine Pächter streng und teils am Rande der Legalität behandelte. Von 1394 bis 1395 nahm Dwnn am Feldzug von König Richard II. in Irland teil.

## Beteiligung an der Rebellion von Owain Glyndŵr
Trotz seiner engen Verbindung zum Haus Lancaster hatte er sich spätestens 1403 der Rebellion von Owain Glyndŵr angeschlossen und wurde einer der Führer der Rebellion in Südwestwales. Nachdem er 1403 zunächst Dinefwr Castle vergeblich belagert hatte, konnte er, zusammen mit seinem Enkel Gruffudd, im August die Stadt Kidwelly einnehmen. Die anschließende Belagerung von Kidwelly Castle scheiterte jedoch trotz Unterstützung durch eine französische Flotte. Nachdem sich die Rebellen im Winter zunächst zurückgezogen hatten, scheiterte auch im nächsten Jahr ein Angriff auf die Burg. Anschließend griff er, ebenfalls vergeblich, Caernarfon Castle an. Dwnn wurde 1407 geächtet und enteignet, seine Besitzungen wurden John Scudamore zugesprochen, dem englischen Steward von Kidwelly. Im weiteren Verlauf der Rebellion wurde Dwnn gefangen genommen und in Kidwelly Castle und später in Gloucester eingekerkert. 

## Begnadigung und Tod
Nach dem Scheitern der Rebellion wurde Dwnn im Mai 1413 gegen Zahlung einer Strafe von £ 200 begnadigt und erhielt seine Besitzungen zurück. Er konnte die hohe Summe nicht aufbringen, doch gelang es ihm, seine führende Stellung in Kidwelly wieder einzunehmen. Er verhängte Strafen über 200 Waliser, die ihn nicht während der Rebellion unterstützt hatten, und versuchte im Oktober 1413 vergeblich, John Scudamore in einem Hinterhalt bei Carmarthen zu ermorden.

## Familie und Nachkommen
Sein Sohn Maredudd (* um 1370) starb vermutlich bereits nach 1401, doch dessen Tochter Mabli, die Gruffudd ap Nicolas heiratete, sowie dessen Söhne Gruffudd und Owain gehörten zu den führenden walisischen Adligen in Südwestwales.